# Cappella di San Gregorio Armeno

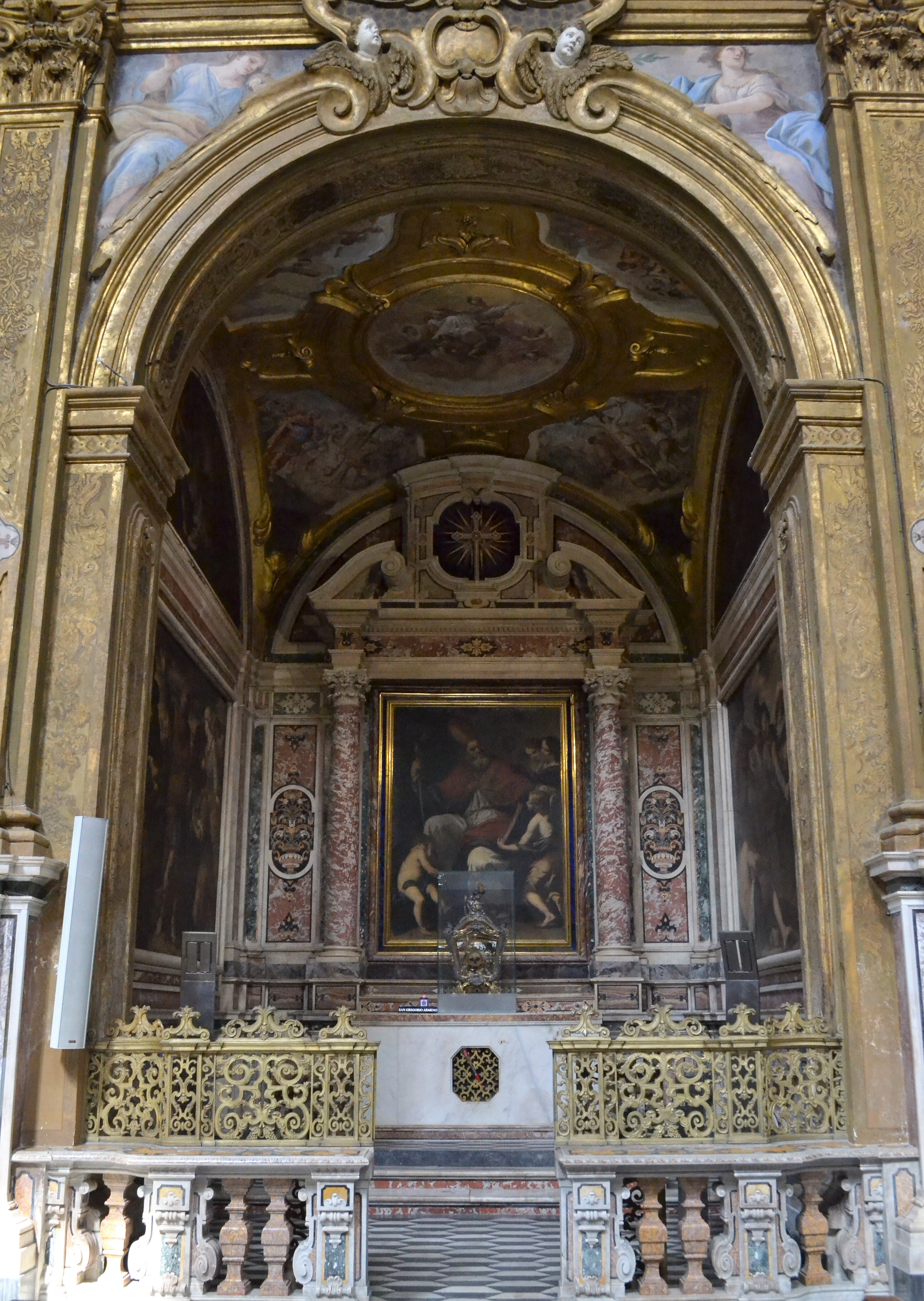
Vista sulla cappella

La cappella di San Gregorio Armeno è una cappella barocca della chiesa omonima di Napoli, tra le più importanti dell'edificio religioso.

## Storia e descrizione
L'attuale ambiente nacque nel corso del Seicento quando le monache benedettine decisero di ristrutturare l'edificio in chiave barocca. Fu chiamato ai lavori l'architetto Cosimo Fanzago, che li iniziò alla fine del 1637 compiendo lo scavo interno, che la rese di fatto più lunga delle altre della chiesa, e acquistando i marmi che saranno poi utilizzati per le decorazioni interne. Nel 1635 furono intanto commissionate a Francesco Fracanzano le tele alle tre pareti mentre nel 1637 furono, mentre negli anni '40 del Seicento la cappella fu intitolata a san Gregorio Illuminatore.
Nel 1655 Niccolò de Simone fu incaricato di affrescare la volta, tuttavia riuscì a completare solo una scena di martirio dovendo poi abbandonare il lavoro, quindi fu chiamato nel 1658 a completare la composizione il pittore napoletano Francesco Di Maria; allo stesso anno inoltre risalgono i lavori di doratura degli stucchi della cappella e fu incorniciata la tela sulla parete principale con una decorazione in rame e lapislazzuli realizzata da Silvestro Grillo su disegno di Dionisio Lazzari.
Nel frattempo la tela del Fracanzano alla parete frontale subì dei danni gravi a causa dell'umidità, probabilmente per via di infiltrazioni d'acqua provenienti dal lato del chiostro. Il Di Maria quindi nel 1672 fu nuovamente chiamato al cantiere per ridipingere la pala d'altare, che fece riproponendo sempre lo stesso soggetto che era in precedenza, ossia il San Gregorio fra angeli.

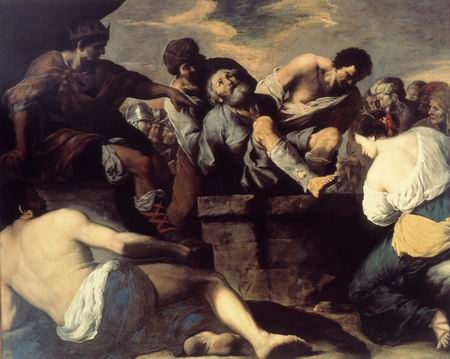
San Gregorio gettato nel pozzo

Le due tele nelle pareti laterali firmate e datate da Fracanzano sono considerate il punto artistico più alto della cappella, tra i più grandi lavori del pittore e più in generale di tutto il Seicento napoletano: a destra è il San Gregorio gettato nel pozzo, a sinistra invece Tiridate implora san Gregorio perché gli vengano restituite sembianze umane. Le due scene sono da un punto di vista narrativo successive l'una all'altra, dove da un lato si ritrae il santo che subisce l'ultimo martirio, e quindi venendo gettato nel pozzo da re Tiridate, mentre dall'altro il santo che una volta uscito indenne dal pozzo fa il miracolo e restituisce le sembianze umane al re. Nelle composizioni dei due dipinti sono molteplici le affinità stilistiche a cui si riconduce l'operato, il che ha suscitato nella critica addirittura il dubbio se ricondurre le due tele effettivamente al 1635, anno riportato anche nei quadri, quindi in età giovanile del pittore, oppure se posticiparla di qualche anno, lasciando intendere che magari furono poi effettuati alcuni ripensamenti posteriori sulle figure. Le scene sono animate da numerosi personaggi (con i protagonisti in primo piano e altre figure che assistono all'azione sullo sfondo) che richiamano elementi caravaggeschi derivanti dal naturalismo più evidente di Jusepe de Ribera, maestro del Fracanzano, nonché quelli della pittura fiamminga, che offre i particolari più definiti ai volti e alle forme dei corpi, citando nelle rappresentazioni sceniche anche la scuola napoletana del Seicento, come nel caso dell'uomo di spalle in primo piano nella storia di San Gregorio che viene gettato nel pozzo, dove si nota una schiena scoperta, tema riproposto in primis da Caravaggio nelle Sette opere di Misericordia, e da cui poi trassero spunto anche Battistello Caracciolo nella sua Liberazione di san Pietro, entrambe nel Pio Monte della Misericordia, e Massimo Stanzione nella Madonna del purgatorio per la chiesa omonima.
In alto nelle due lunette sempre del Fracanzano (e con l'aiuto della sua bottega) sono attribuite le due tele con scene di Martirii di san Gregorio, che seguono anche negli affreschi del Di Maria sulla volta, dove al centro è invece raffigurata la Gloria del santo e agli angoli quattro scene di martirio del santo, una delle quali eseguita dal De Simone.
Sopra l'altare maggiore è infine il reliquiario del 1788 contenente il teschio di san Gregorio Armeno.